# 死語 (言語)
言語としての死語（しご）とは、一般に自然言語のなかで日常話者が存在しなくなったため、実際には用いられない言語を意味する。学校教育による支配階級の言語の強要や、植民地などにおいては英語・フランス語・スペイン語・ポルトガル語・ドイツ語などの宗主国の言語が強まり、少数民族などの固有の言語は世界各地で言語消滅、つまり絶滅の危機にさらされている。しかし、日常における口語として死語となっても、典礼言語や古典言語、学術言語などの文語として現代でも用いられる。

## 概説
日常話者が完全に存在しなくなった「死語」であっても、古典アラビア語、ラテン語、古典中国語、古典ギリシア語のような言語は、文語として現代でも使用されている。厳密にいえば、死語を「口語としての死語」と、「文語としての死語」、そして「完全な死語」の3つに分けることが可能であり、上記の古典語は、口語としては死語であっても、文語としては死語ではなく、ゆえに完全に使用が絶えたという意味での死語でもない。例えば、古典中国語で詩を書く習慣は21世紀となった今でも日本や中国の一部で健在である。またラテン語は現在でも学術用語として膨大な数が造語され続けており、特に植物学の論文においては2011年12月までラテン語で記述することが正式発表の要件であった （国際藻類・菌類・植物命名規約も参照されたい）。このなかでも古典アラビア語はもっとも広く使われる。
話者が絶えてしまったために発音がわからなくなっている言語もあるほか、文字文化を持たなかった言語では存在そのものが絶えてしまったケースもみられる。この問題において、最も顕著な事例としてはアメリカ先住民やアボリジニの各々の部族にそれぞれ伝えられていた言語であろう。幸運にも民俗学者やアマチュアの手によって録音が残されていたために解明される場合もあるが、250（26系統から28系統）ともいわれた各アボリジニ言語の大半は、彼らがたどった歴史とともに既に失われているとされる。
一度、死語となった言語から、母語話者を再生させることは非常に難しい。歴史上、ヘブライ語においてのみこれが成功した例を認めることができる。ただし、ヘブライ語は紀元後1世紀以来、日常での母語話者、つまり話し手がいない状態、つまり口語としての死語から復活したが、決して「まったく用いられない状態」、つまり完全な死語から復活したわけではなく、文語として学者や聖職者などの教育のあるユダヤ人によって使われ、2000年間、近く継承されていた。19世紀のハスカラー運動により、ヘブライ語の文語としての使用領域はそれまでイディッシュが担っていた世俗文学などにもおよぶなど、格段に広がり、新語や外国語からの訳語の構築もこの時期に始まった。20世紀初めにエリエゼル・ベン・イェフダーは、最大限の言語学的努力により、古典ヘブライ語を元に再構築された「ヘブライ語」を、自分の息子に教え込むことで、母語話者を再生した。第二言語として復活した言語には、マン島語や、ケルノウ語とも呼ばれるコーンウォール語などがある。ただし、音標文字で記されていない限り、発音が復元できないので、古典中国語のような場合、口語としての復活は困難である。

## 様々な死語
古代エジプト語の発音は一時期において完全に失われたと思われていたが、表記をアルファベットに置き換えたコプト語として現存するエジプトのキリスト教徒により存続していたことから解読が進んだ。また、コプト語を「完全な死語」としないための保存調査・復活運動が進められている。
ゴート語や古代教会スラヴ語ははるか昔に死語となったが、豊富な文献から当時の状況が分かっている。プロシア語やフリギア語は文献がほとんどないため、話されていた記録しか知られていない。さらに、トカラ語やヒッタイト語は20世紀になってから新たに発見された死語であり、単なる死語でなく、インド・ヨーロッパ語族における様々な新発見、新研究の要素を含んでいた。
オスマン語はオスマン帝国の滅亡後、公用語の地位を失い、徐々に死語になっていったが、現在もオスマン帝国研究者によって使われている。
サンスクリット語は日常語として使用されているかについては疑問が呈されており、死語に分類する意見もある。しかし、インドで実施される国勢調査では現代でもサンスクリット語を母語として申告する人びとが少数ながら存在し、2001年にはインドで14,135人が、2011年にはインドで24,821人、ネパールで1,669人がサンスクリット語を母語とすると回答。また、サンスクリット語のニュース番組が放送されていることや、サンスクリット語を用いた新聞及び雑誌が発行されていることから、死語に分類するべきではないとする意見も多い。